# Iowa Energy 2008-2009
La stagione 2008-09 degli Iowa Energy fu la 2ª nella NBA D-League per la franchigia.
Gli Iowa Energy arrivarono primi nella Central Division con un record di 28-22. Nei play-off persero al primo turno con i Dakota Wizards (0-1).

## Roster
| N° | Naz.                     | Ruolo | Sportivo          | Anno | Alt. | Peso |
| -- | ------------------------ | ----- | ----------------- | ---- | ---- | ---- |
| 6  | Stati Uniti (bandiera)   | G     | Leonard Houston   | 1985 | 191  | 79   |
| 7  | Stati Uniti (bandiera)   | G     | Brian Evans       | 1982 | 185  | 84   |
| 7  | Stati Uniti (bandiera)   | AP    | Shawn Hawkins     | 1982 | 198  | 102  |
| 11 | Stati Uniti (bandiera)   | G     | Curtis Stinson    | 1983 | 191  | 98   |
| 12 | Stati Uniti (bandiera)   | GA    | Othyus Jeffers    | 1985 | 196  | 91   |
| 15 | Canada (bandiera)        | GA    | Denham Brown      | 1983 | 196  | 98   |
| 15 | Nuova Zelanda (bandiera) | A     | Marcel Jones      | 1985 | 203  | 102  |
| 15 | Stati Uniti (bandiera)   | A     | Jamaal Moore      | 1983 | 198  | 95   |
| 18 | Stati Uniti (bandiera)   | G     | Mark Tyndale      | 1986 | 196  | 95   |
| 21 | Stati Uniti (bandiera)   | AP    | Patrick Sanders   | 1985 | 198  | 93   |
| 23 | Porto Rico (bandiera)    | G     | Elías Ayuso       | 1977 | 185  | 84   |
| 23 | Stati Uniti (bandiera)   | A     | Demetris Nichols  | 1984 | 203  | 98   |
| 32 | Burkina Faso (bandiera)  | C     | Aristide Sawadogo | 1981 | 216  | 120  |
| 33 | Stati Uniti (bandiera)   | C     | John Edwards      | 1981 | 213  | 125  |
| 33 | Stati Uniti (bandiera)   | GA    | Cartier Martin    | 1984 | 201  | 100  |
| 41 | Stati Uniti (bandiera)   | G     | Jeff Trepagnier   | 1979 | 193  | 91   |
| 44 | Stati Uniti (bandiera)   | C     | Courtney Sims     | 1983 | 211  | 104  |
| 50 | Stati Uniti (bandiera)   | A     | Marvin Phillips   | 1983 | 201  | 104  |
|    | Stati Uniti (bandiera)   | G     | JamesOn Curry     | 1986 | 191  | 86   |
|    | Stati Uniti (bandiera)   | A     | Anthony Tolliver  | 1985 | 206  | 109  |
|    | Stati Uniti (bandiera)   | A     | Alando Tucker     | 1984 | 198  | 93   |
|    | Stati Uniti (bandiera)   | A     | Steve Newman      | 1984 | 206  | 104  |
|    | Stati Uniti (bandiera)   | C     | Dwayne Jones      | 1983 | 211  | 113  |

## Staff tecnico
- Allenatore: Nick Nurse
- Vice-allenatori: Nate Bjorkgren, Gary Garner
- Preparatore atletico: Tim Moran